# Brunoise

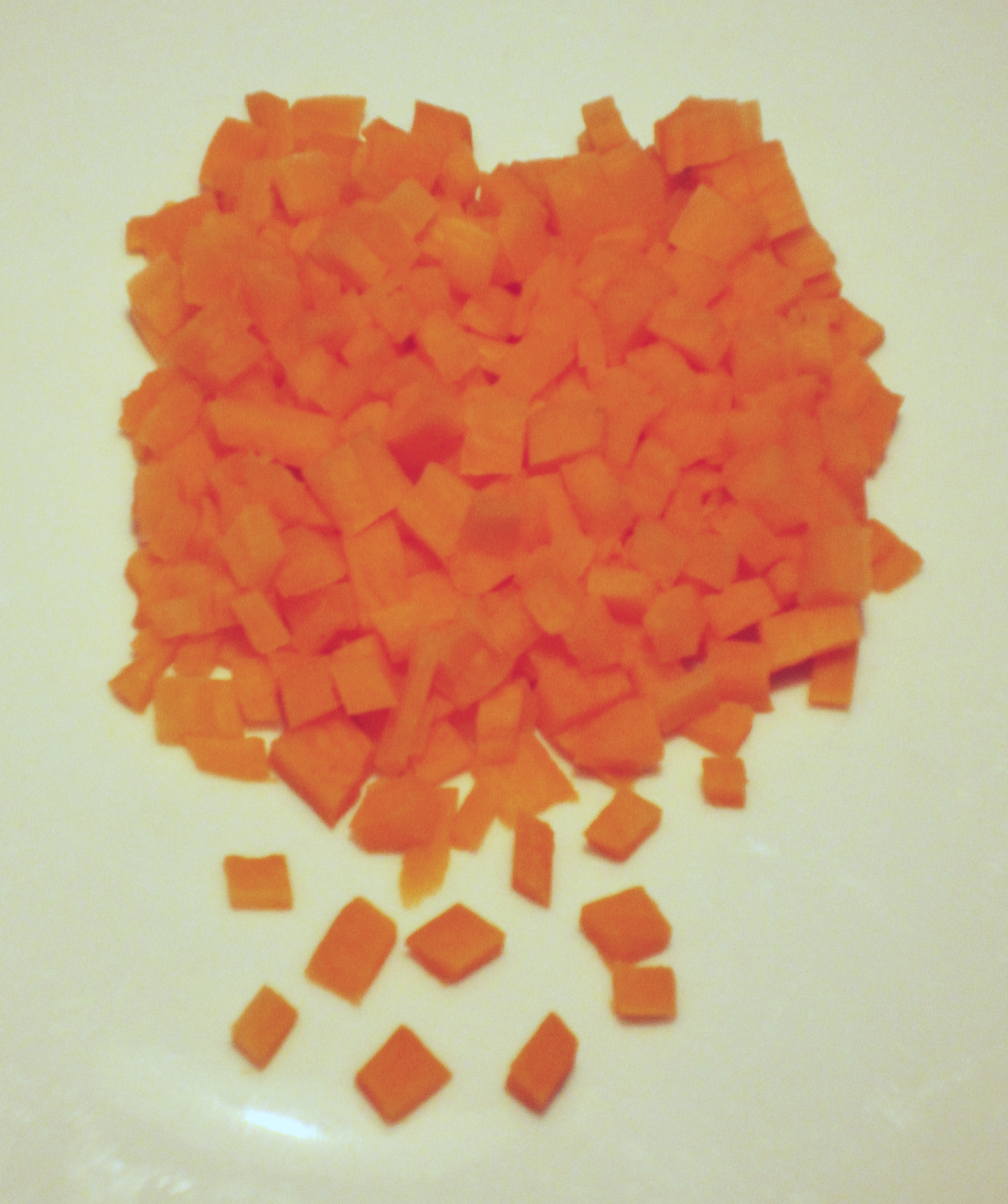
Brunoise de carottes.

En cuisine, une brunoise est une garniture de légumes ou de fruits coupés en dés de 2 mm de côté. Le nom provient de la commune de Brunoy (Essonne, 91)[réf. nécessaire].